# Keşan
Keşan – miasto w Turcji w prowincji Edirne.
Według danych na rok 2000 miasto zamieszkiwało 42 755 osób.